# The B-Side Collection
The B-Side Collection è il secondo EP del gruppo musicale statunitense Maroon 5, pubblicato il 18 dicembre 2007.

## Descrizione
Contiene sette brani originariamente pubblicati come b-side di vari singoli commercializzati nel 2007. I Maroon 5 avevano registrato oltre una dozzina di canzoni per il loro secondo album It Won't Be Soon Before Long, decidendo di scartarne diversi dalla lista tracce finale.
Il disco è stato reso disponibile unicamente per il download digitale attraverso iTunes, piattaforma nella quale ha riscontrato un buon successo: il suo primo giorno di uscita dell'album è passato dal numero 96 al 6 nel negozio statunitense e dal numero 56 al 19 in quello canadese.

## Tracce
1. Story – 4:29
2. Miss You Love You – 3:10
3. Until You're Over Me – 3:15
4. Losing My Mind – 3:20
5. The Way I Was – 4:18
6. Figure It Out – 2:59
7. Infatuation – 4:26

## Classifiche
| Classifica (2007) | Posizione massima |
| ----------------- | ----------------- |
| Stati Uniti       | 51                |